# Sopronhorpács
Sopronhorpács is een plaats (község) en gemeente in het Hongaarse comitaat Győr-Moson-Sopron. Sopronhorpács telt 848 inwoners (2015).

## Afbeeldingen

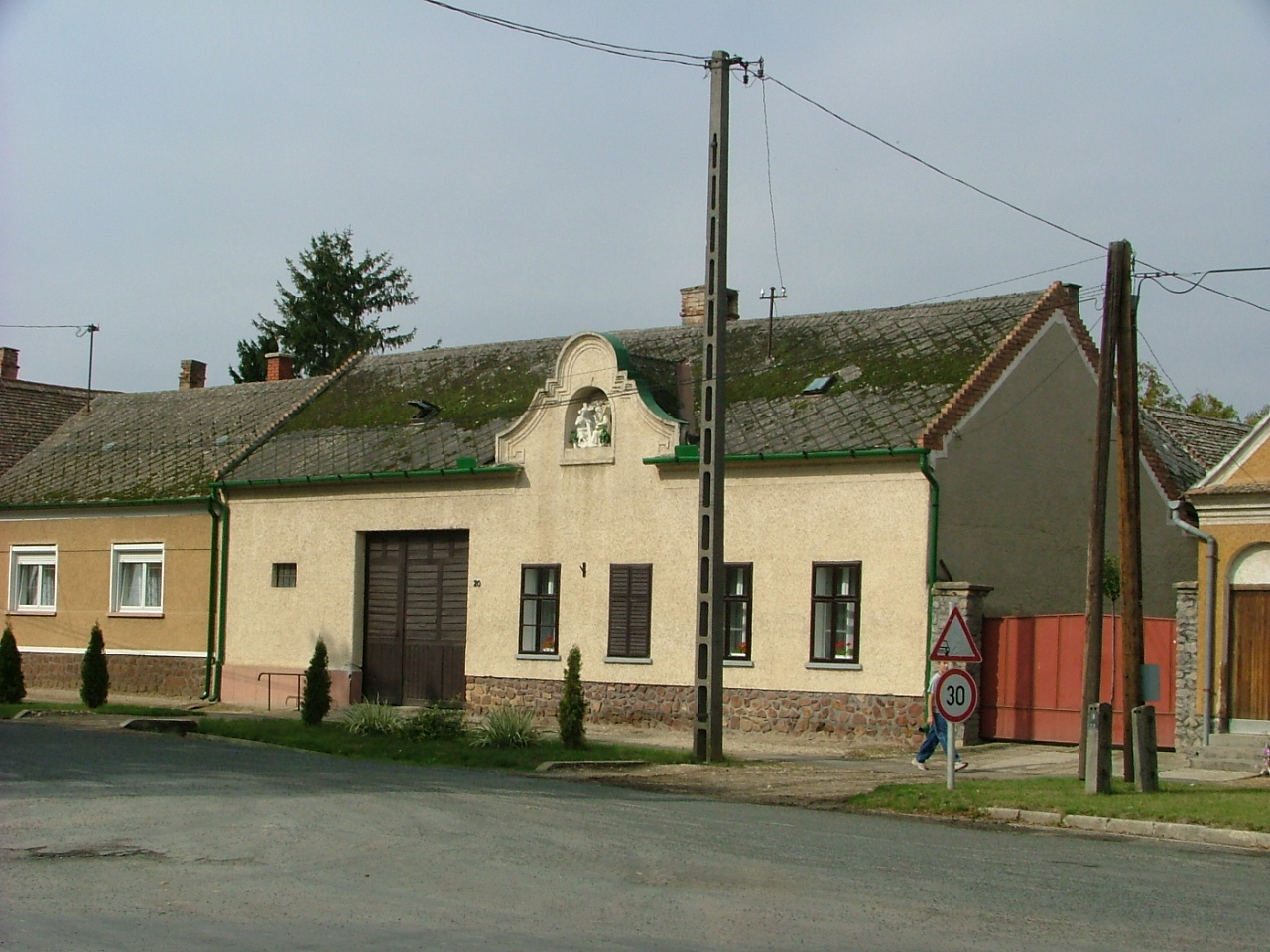
Zwabische huiz
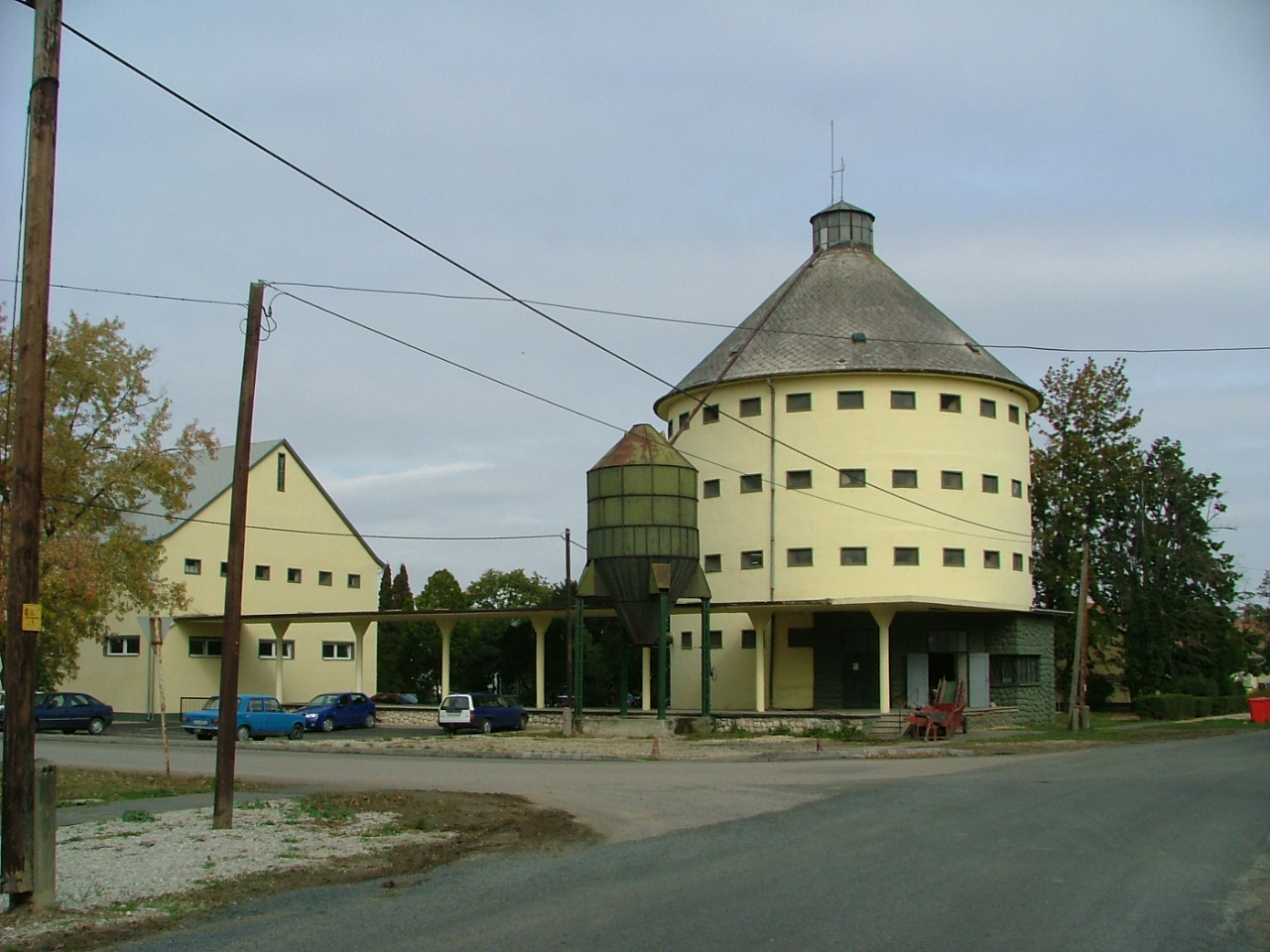
Circulaire repository van het onderzoeksinstituut
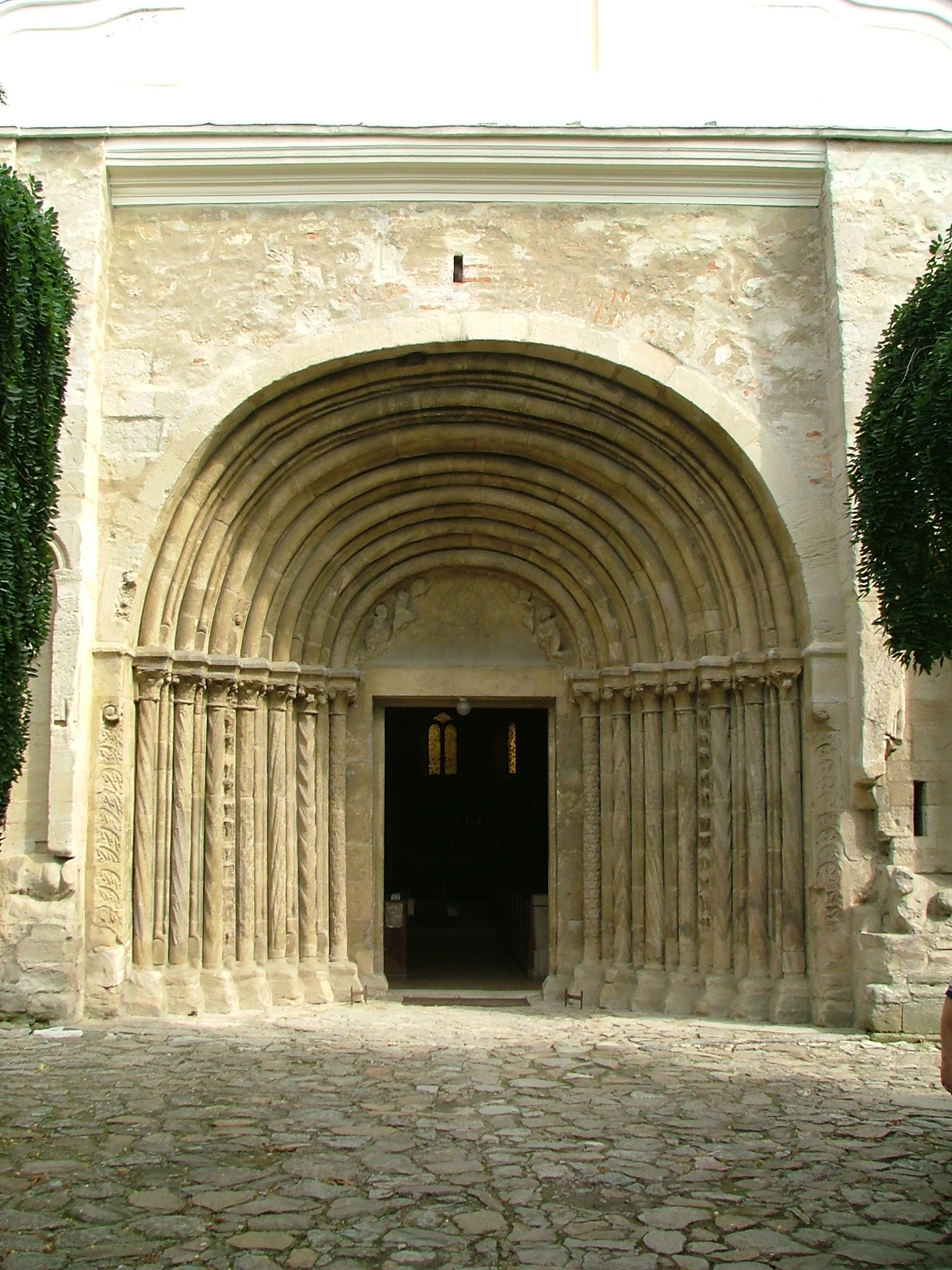
Poort van St. Peter en Paul kerk
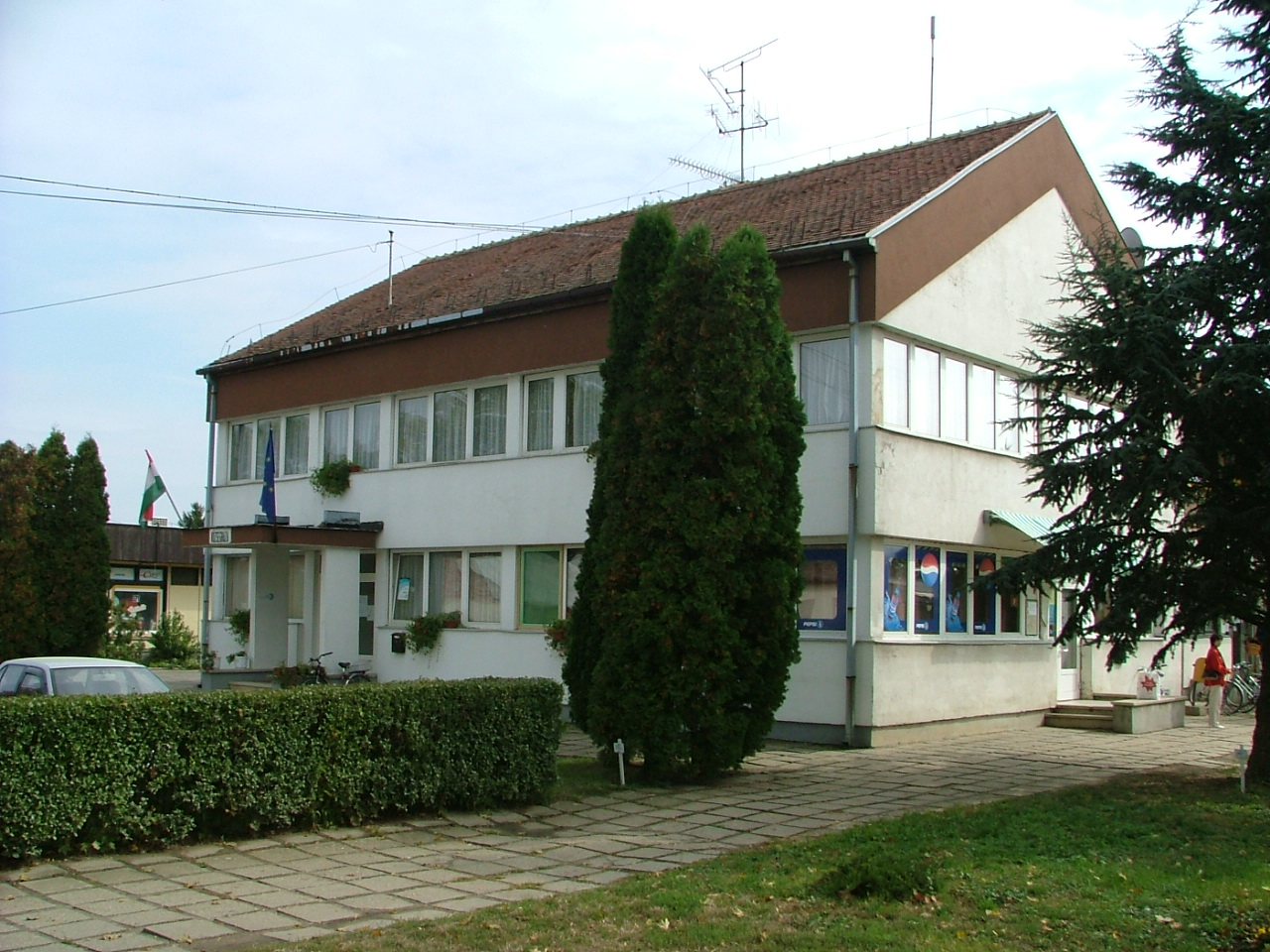
Het gemeentelijk gebouw